# Oskar von Rohrscheidt
Oskar Wilhelm Karl von Rohrscheidt (* 15. November 1848 in Breslau; † 17. Mai 1907 in Berlin) war ein preußischer Generalleutnant.

## Leben

### Herkunft
Oskar war ein Sohn des preußischen Landrats Richard von Rohrscheidt (1811–1893) und dessen Ehefrau Auguste, geborene Paur (1824–1897). Sein jüngerer Bruder Paul von Rohrscheidt (1850–1911) wurde preußischer Generalmajor.

### Militärkarriere
Rohrscheidt trat am 1. Oktober 1867 als Einjährig-Freiwilliger in das 3. Garde-Grenadier-Regiment „Königin Elisabeth“ der Preußischen Armee in seiner Heimatstadt ein und avancierte bis Anfang Februar 1869 zum Sekondeleutnant. Zu Beginn des Krieges gegen Frankreich erfolgte seine Kommandierung zum mobilen 1. Garde-Grenadier-Landwehr-Regiment, mit dem er sich an den Belagerungen von Straßburg und Paris sowie dem Ausfallgefecht am Mont Valérien beteiligte.
Ausgezeichnet mit dem Eisernen Kreuz II. Klasse absolvierte er nach dem Friedensschluss zur weiteren Ausbildung die Kriegsakademie in Berlin, stieg Mitte Mai 1876 zum Premierleutnant auf und war von Oktober 1879 bis Februar 1882 als Adjutant der 33. Infanterie-Brigade nach Schwerin kommandiert. Unter Entbindung von diesem Kommando und Beförderung zum überzähligen Hauptmann wurde Rohrscheidt anschließend in das 1. Badische Leib-Grenadier-Regiment Nr. 109 versetzt und ab Mitte April 1882 als Kompaniechef verwendet. Mitte Dezember 1886 folgte seine Versetzung in das Hannoversche Füsilier-Regiment Nr. 73 und die Kommandierung als Adjutant zum Generalkommando des IV. Armee-Korps. Unter Belassung in diesem Kommando und Beförderung zum Major wurde Rohrscheidt Ende September 1889 in das Ostfriesische Infanterie-Regiment Nr. 78 versetzt und am 12. August 1890 unter Stellung à la suite seines Regiments zum Militärkabinett kommandiert. Mit der Ernennung zum Kommandeur des I. Bataillons im 1. Hannoverschen Infanterie-Regiment Nr. 74 trat er am 18. Oktober 1894 in den Truppendienst zurück, avancierte Mitte Juni 1895 zum Oberstleutnant und rückte Mitte April 1896 in den Regimentsstab auf. Daran schloss sich ab dem 16. Juni 1896 eine Verwendung als Chef der Anstellungs-Abteilung (C 3) im Departement für das Invalidenwesen im Kriegsministerium sowie Mitte November 1897 die Beförderung zum Oberstleutnant an. Nachdem man ihn für zweieinhalb Monate zur Vertretung des Kommandeurs des 4. Niederschlesischen Infanterie-Regiments Nr. 51 kommandiert hatte, wurde er am 10. September 1898 zum Kommandeur dieses Verbandes ernannt.
Rohrscheidt schied am 14. Juli 1900 aus der Armee aus und wurde unter Stellung à la suite des I. See-Bataillons dem Stab der Inspektion der Marineinfanterie zugeteilt. Im Zuge der Niederschlagung des Boxeraufstandes schiffte er sich als Kommandeur des 5. Ostasiatischen Infanterie-Regiments nach China aus. Dort übernahm er an Stelle des erkrankten Generalmajors von Hoepfner am 29. Dezember 1900 die Führung der 3. Ostasiatischen Infanterie-Brigade. Am 6. Juni 1901 wurde er ohne Patent zum Generalmajor befördert und zugleich zum Kommandeur der Ostasiatischen Besatzungs-Brigade ernannt. Das Patent zu seinem Dienstgrad erhielt Rohrscheidt am 16. Juni 1901. Am 20. Oktober 1903 entband man ihn von seiner Stellung als Brigadekommandeur und vom 20. November 1903 ab war er auf sechs Monate beurlaubt.
Nachdem er zum 24. April 1904 aus der Ostasiatischen Besatzung-Brigade ausgeschieden war, wurde Rohrscheidt wieder in der Armee angestellt und zum Kommandeur der 10. Infanterie-Brigade in Frankfurt (Oder) ernannt. Unter Beförderung zum Generalleutnant schloss sich vom 22. April bis zum 27. November 1905 eine Verwendung als Kommandeur der 31. Division in Straßburg an. Anschließend war Rohrscheidt Inspekteur der Kriegsschule und in dieser Eigenschaft zugleich Vorsitzender der Studienkommission für die Kriegsschulen sowie Mitglied der Obermilitärstudienkommission. In Genehmigung seines Abschiedsgesuches wurde er am 8. Juni 1906 mit der gesetzlichen Pension zur Disposition gestellt und Ende des Monats mit dem Stern zum Roten Adlerorden II. Klasse mit Eichenlaub ausgezeichnet.
Rohrscheidt starb unverheiratet.